# 東森電視外購韓國電視劇列表
東森電視於1990年代末開始外購韓國電視劇，安排於旗下的東森綜合台、東森戲劇台以及東森超視播映。
2009年，東森綜合台首播《大老婆的反擊》獲得廣大迴響，於最末週取得平均2.74的高收視，位居臺灣有線電視當週收視第三名，其後播映的《松藥局的兒子們》、《原來是美男》、《摘星星給我》、《料理絕配Pasta》與《寶石拌飯》均取得1%以上的收視紀錄。
東森戲劇台在2011年重掌首播權，於該台首播的《禁忌的愛戀》、《加油！歐巴桑》、《童顏美女》、《媳婦當家》、《愛情萬萬歲》、《是否聽見我的心》與《女婿們的戰爭》也都取得1%以上的收視成績。於2012年重播的《芙蓉閣之戀》，收視則勝於2011年首播當時。
2014年，《奇皇后》以3.26的平均收視，成為當年度韓劇收視冠軍，單集最高更達到5.51，《歐若拉公主》、《醜小鴨大進擊》以及更名重播的《一代名伎黃真伊》也同樣取得1%以上的收視成績。

## 曾播出的韓劇
| - 美人魚 - 媽媽向前衝 - 玉琳成長日記 - 對不起，我愛你 - 18．29 - 家有七公主 - 那女人的選擇 - 偉大的遺產 - 再見先生 - 黃真伊／一代名伎黃真伊 - 三個爸爸一個媽 - 傳說的故鄉（2008－09年版） - 幸福的背後 - 誘惑的人生 - 男人的故事 - 松藥局的兒子們 - 魔女的誘惑 - 特務情人IRIS - 學習之神 - 嫁給我吧 - 九尾狐的復仇 - 成均館緋聞 - 夢想起飛Dream High - 星星的眼淚 - 童顏美女 - 甜蜜女人家 - 逆轉千金 - 就是喜歡你 - 夢想高飛 - 需要仙女 - 摯愛 - 面具情人 - 真愛上錯身 - 善良的男人 - 天命 - 愛的旅程 - 秘密 - 愛，乘著歌聲 - 漂亮男人 - 美麗好時節 - 守護者Healer - 無理的前進 - 太陽的後裔 - 女人的秘密 - 月桂樹西裝店的紳士們 - 通往機場的路 - 爸爸好奇怪 - 魔女的法庭 - 超完美秘書 - 金裝律師 - 危險的約定 - 絕妙的遺產 - 花樣男子 - Go Back夫婦 - 達利與馬鈴薯排骨湯 - 加油！姊妹們 - 五月的青春 - 紳士與小姐 - 依法相愛吧 - 加油，我的人生 - 現在很美麗 - 我的眼裡只有你 - 三姊弟要勇敢 - 我的女兒瑞英 - 祕密的女人 - 我的女兒孝心 - 朝鮮婚姻大作戰 - 抓住你的衣領 - 走運的我們 - 美女與純情男 | - 愛情或麵包 - 幸福宣言 - 男人香氣 - 可愛的女人 - 紅豆麵包 - 12月的熱帶夜 - 美妙人生 - 秋天的驟雨 - 我們結婚吧 - 火花遊戲 - 麻辣女人 - 姊姊 - 搞笑一家親 - 壞女人好女人 - 咖啡王子1號店 - 愛戀檢察官 - 狗與狼的時間 - 只有愛 - 幸福3小時 - 大富豪與小律師 - 衝吧！我的愛 - 老婆！給我飯 - 寶石拌飯 - 天降情緣 - 享受人生 - 料理絕配Pasta - 個人取向 - 禁忌的愛戀 - 金首露 - 金枝玉葉向錢衝 - 慾望之火 - 逆轉女王 - 親愛的請小心 - 我的公主My Princes - 相信男人 - 豪門之路 - 是否聽見我的心 - 最佳愛情 - 媳婦當家／不屈的兒媳 - 愛情萬萬歲 - 宮之料理對決 - 不能沒有你 - 俏皮冏冤家 - 五月的情海 - 兒子傢伙們 - 彷彿愛過你 - 女婿們的戰爭 - 我的特務女友 - 當男人戀愛時 - 歐若拉公主 - 握住我的手 - 奇皇后 - 說出你的心願 - 白夜童話 - 魔法麵包店 - 憤怒媽媽 - 像妳一樣的女兒 - 我的女兒琴四月 - 明天也勝利 - 美麗的你 - 撲通撲通LOVE - 結婚契約 - 華麗的反撃 - 御中花 - 好女人壞女人 - 好運羅曼史 - 購物王路易 - 給予幸福的人 - 微笑吧純南 - 金錢花／金湯匙 - 相信愛情 - 愛我的間諜 - W－兩個世界 - 我的燦爛人生 - 衣袖紅鑲邊 - 翻轉吧！寶利 - Welcome 2 Life歡迎光臨第2人生 - 我的愛情治癒記 - 舉重妖精金福珠 - 吹吧微風 | - 張姬嬪 - 萬江 - 青春戀歌 - 魅力四射 - 開朗少女成功記 - Orange - 情 - 愛在哈佛 - 女王的反擊 - 老天爺啊！給我愛 - 布拉格戀人 - 嫁給百萬富翁 - 衝吧！阿達 - 回來吧順愛 - 愛上醜八怪 - 意外情緣My Love - 遊戲女王 - 愛情殺手吳水晶 - 大老婆的反擊 - 訂作一個他 - 相愛不易 - 自鳴公主 - 市政廳 - 兩個妻子 - 愛的賭注 - 原來是美男 - 摘星星給我 - 愛情的代價 - 檢察官公主 - 姊姊妹妹站起來 - 永不放棄的愛 - 甜蜜的負荷 - 薔薇的戰爭 - 芙蓉閣之戀 - 豪門的代價 - 真心給我一滴淚 - 城市獵人 - 加油！歐巴桑 - 千日的約定 - 當愛來敲門 - 時尚女王 - 我人生中的甘霖 - 依然愛你 - 愛的真相 - 真愛密碼 - 神醫 - 給美麗的你 - 女人危機 - 電視劇帝王 - 我戀愛的一切 - 為愛而生張玉貞 - 醜小鴨大進擊 - 繼承者們 - 聽見你的聲音 - 上流緋聞 - 搖滾情人 - 皮諾丘 - 奔跑吧薔薇 - 完美鄰居 - 假面愛人 - 上流愛情 - 六龍飛天 - 小蓮池的村莊 - 記得我愛你 - 第二次愛上你 - 大撲：王的守護者 - Doctors醫生們 - 倒數第二次戀愛 - 嫉妒的化身 - 我的完美新娘 - 浪漫醫生金師傅 - 藍色海洋的傳說 - 愛是點點滴滴 - 甜蜜冤家 - 重逢的世界 - 操作 - 當你沉睡時 - 姊姊們的逆襲 - 善良魔女傳 - 如果是她的話 - 熱血祭司 - 來自星星的你 - Penthouse：上流社會 - Penthouse：上流社會2 - Penthouse：上流社會3 - 美女孔心 - 姊姊還活著！ - One the Woman：雙重人生 - 為何是吳秀才 - Again My Life：正義的重生 - 被告人 - 今日的網漫 - 浪漫醫生金師傅2 - 親愛的法官大人 - 天才醫生耀漢 - 皇后的品格 - 沒關係，是愛情啊 - 想品嚐一下味道嗎？ |

| - 妻子們的秘密 - 型男保姆到我家 - 仁顯皇后的男人 - 九轉時光的旅行 - 戀愛操作團 - 急診男女 - 我的秘密飯店 - 初戀向前衝 - 再一起吃飯吧 - 魔女，不哭 - 我的鬼神君 - 第二次20歲 - 泡泡糖 - 奶酪陷阱 - 傲骨賢妻 - 灰姑娘與四騎士 - 守護者K2 - 明天與你 - 芝加哥打字機 - 河伯的新娘 - 名不虛傳 - 遇見愛 - Cross：假面醫生 - 又一起吃飯吧 - 認識的妻子 - 智異山 - High Class：親愛的謊言 - 幸福 - 熱血軍檢 - WWW檢索愛情 - 聽見你在說謊 - 孤單又燦爛的神—鬼怪 - 背着善宰跑 - 女神降臨 - 產後調理院 - 愛情畢業班 - 哲仁王后 - Blind局中人 | - 隧道 - 焦急羅曼史 - 操心 | - 1%的可能性 - 所以我和黑粉結婚了 - 媳婦的成長日記 |

| - 仁粹大妃 - 發酵家族 - 荊棘花 - 花的戰爭 - 鄰居的妻子 - 侍女們 - 大力女都奉順 - 經常請吃飯的漂亮姊姊 - 我的ID是江南美人 - 巧克力 - 這週老婆要出牆 - 月刊家 - 財閥家的小兒子 - 代理公司 - 熱情的打掃吧！！ - 飛起來吧 蝴蝶 - The Empire：法之帝國 - 回到18歲 - 完美離婚事務所 - 我的黑幫男友 - 偶然成為家人 | - 愛情調色盤 - 怪咖！文主廚 - 女王的家 | - 心動警報 - 完美的結婚公式 - 揀擇－女人們的戰爭 - 我的魯蛇舅舅 - 榴槤小姐 - 夜間限定！解幽照相館 |

## 外部連結
- 東森綜合台 （页面存档备份，存于）
- 東森戲劇台 （页面存档备份，存于）
- 東森超視 （页面存档备份，存于）